# Paramacrolobium coeruleum
Paramacrolobium coeruleum là một loài thực vật có hoa trong họ Đậu. Loài này được (Taub.) Leonard miêu tả khoa học đầu tiên.